# 橋本平左衛門 (政治家)
11代 橋本 平左衛門（はしもと へいざえもん、1856年5月27日（安政3年4月24日）- 1920年（大正9年）10月18日）は、明治から大正前期の酒造家、政治家。衆議院議員、秋田県河辺郡和田村長。旧姓・後藤。幼名・庄五郎。

## 経歴
出羽国雄勝郡湯沢町（秋田県雄勝郡湯沢町を経て現湯沢市）で、素封家・後藤伊八の三男として生まれた。和漢学を修めた。1876年（明治9年）1月、河辺郡和田村坂本（和田町、河辺町を経て現秋田市河辺和田）の酒造家・10代橋本平左衛門の婿養子となる。1879年（明治12年）2月、養父の死去に伴い家督を相続し11代平左衛門を襲名した。酒造業を営むが、明治末頃、火災で設備が全焼したため廃業した。
1881年（明治14年）7月、補欠選挙で秋田県会議員に選出され、その後、通算3期在任した。その他、和田組合戸長、学務委員、村勧業委員、和田村会議員、河辺郡第4学区連合会議員、所得税調査委員、連合町村会議員、河辺郡会議員、同議長代理などを務めた。また、1917年（大正6年）7月、第8代和田村長に就任し、1920年（大正9年）9月まで在任した。
河辺郡から代議士を出したいとの郡民の応援を受けて、1894年（明治27年）9月、第4回衆議院議員総選挙（秋田県第3区、立憲革新党）で当選し、衆議院議員に1期在任した。
また地域の産業の振興に尽力。山形から桑の苗を取り寄せ栽培改良に取り組み、畜産では県外から赤毛無角牛、ホルスタイン種を導入して、良牛の育成に努めた。
1920年10月、胆石により死去した。

## 秋田県会選挙歴
- 1881年7月補欠当選（1期）[7]
- 1891年2月当選（2期）[7]
- 1915年9月当選（3期）[7]

## 親族
- 妻 橋本マサ（養父長女）[1]
- 長男 12代橋本平左衛門（庄蔵、第9代和田村長、秋田県会議員）[1][2]